# Табебуйя
Табебу́йя, или Табебуя (лат. Tabebuia), — род произрастающих в тропиках Центральной и Южной Америки растений семейства Бигнониевые, включающий в себя около ста видов.
Ареал рода простирается от северной Мексики и Антильских островов на юг до северной Аргентины и центральной Венесуэлы, включая карибские острова Эспаньола (Доминиканская республика и Гаити) и Кубу. Хорошо известны такие бытовые названия этих деревьев как ипе́ (порт. Ipê), поуи и пау д’арко.

## Описание

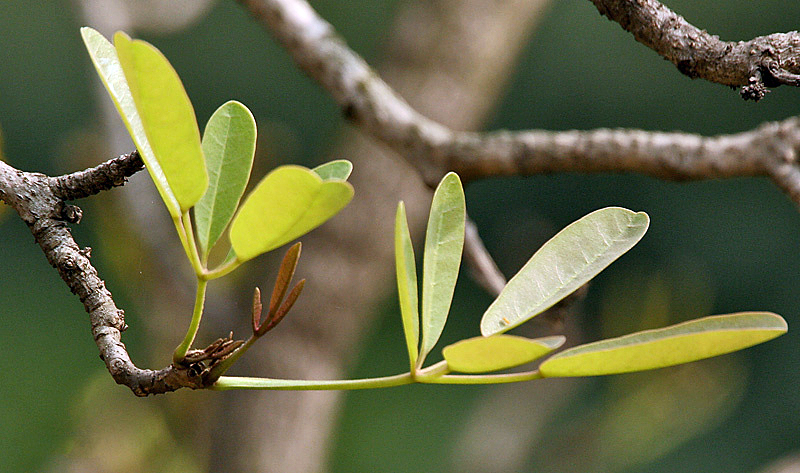
Молодые листья Tabebuia aurea

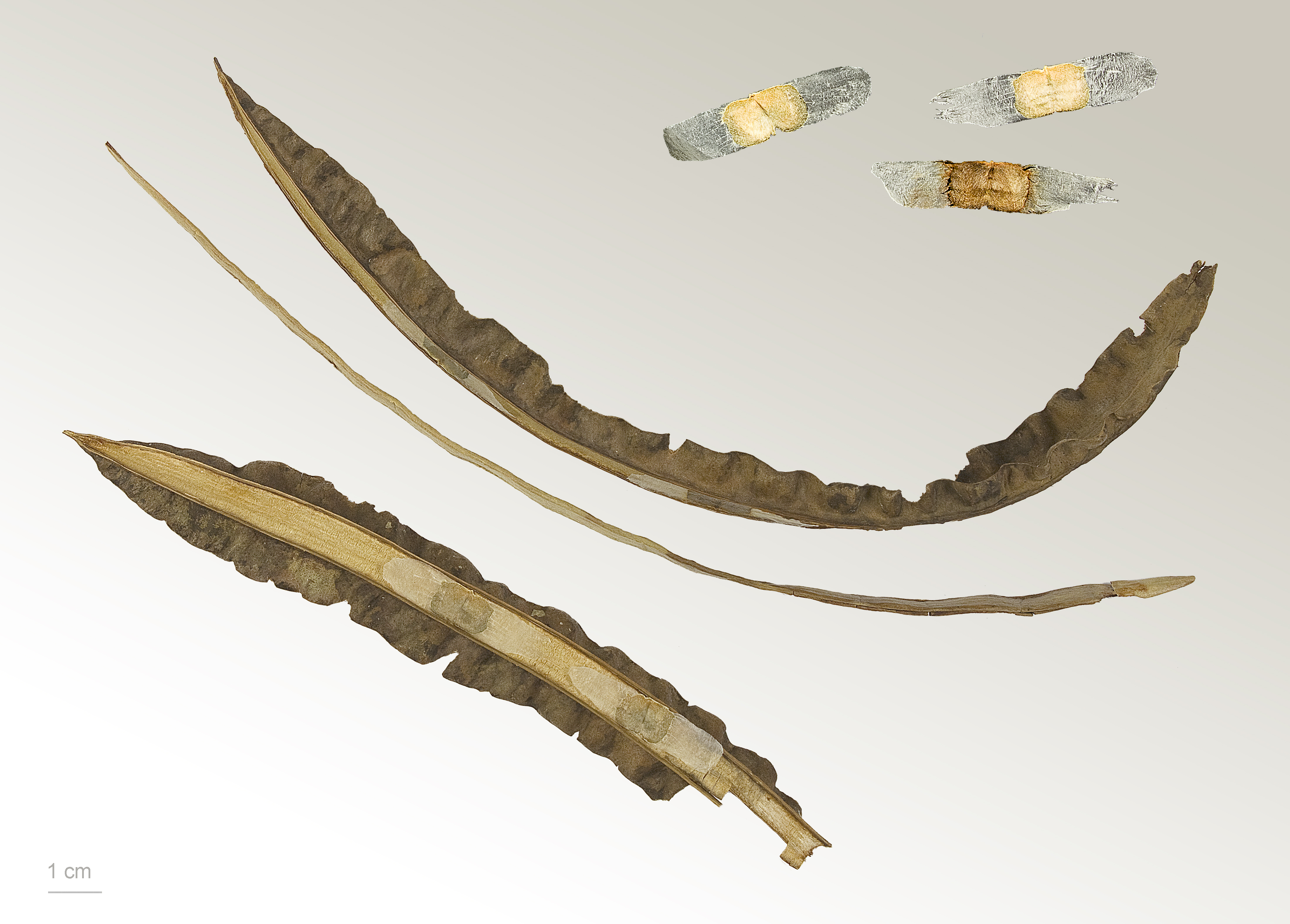
Tabebuia sp. Плод и семена, Тулузский музей

Растения представляют собой, в зависимости от вида, низкие или большие деревья высотой от 5 до 50 м. Многие виды сбрасывают листву во время сухого сезона, некоторые вечнозелёные. Листья противостоящие парные, сложные или пальчатые, состоящие из 3-7 листочков.
Деревья Tabebuia красиво цветут. Цветки размером от 3 до 11 см собраны в плотные соцветия. Цветки могуть быть белыми, светло-розовыми, жёлтыми, сиреневыми, лиловыми или красными. Внешняя поверхность цветочных трубок гладкая или опушённая.
Плод представляет собой раскрывающийся стручок длиной от 10 до 50 см, содержащий много семян, у некоторых видов с крылышками. Эти стручки часто остаются висеть на дереве весь сухой сезон до начала сезона дождей.

## Использование и экология
Виды этого рода имеют важное значение в качестве источника древесины, носящей название ипе́ или лапачо. Древесина используется для изготовления мебели, декинга и для прочих наружных применений. Популярность древесины видов этого рода растёт из-за её долговечности и устойчивости к насекомым. С 2007 году сертифицированная FSC древесина ипе́ стала доступна на рынке, хотя сертификаты иногда подделывают.
Деревья рода широко применяются в качестве декоративных растений в тропических ландшафтных садах и в оформлении улиц из-за своих ярких и выразительных цветов. Большое количество цветов появляется на ещё голых ветках дерева в конце сухого сезона, что делает картину цветения особенно впечатляющей. Их также используют в качестве медоносов для пчёл. Их нектаром питаются колибри.
Кора некоторых видов имеет лекарственные свойства. Так, из коры T. impetiginosa заваривают напиток, называемый лапачо, или тахибо. Другие виды, используемые в народной медицине это T. alba и «жёлтый лапачо» (T. serratifolia).

## Виды
По информации базы данных The Plant List, род включает 74 вида:
- Tabebuia acrophylla (Urb.) Britton
- Tabebuia angustata Britton
- Tabebuia arimaoensis Britton
- Tabebuia aurea (Silva Manso) Benth. & Hook.f. ex S.Moore — Табебуйя золотистая
- Tabebuia bahamensis (Northr.) Britton
- Tabebuia berteroi (DC.) Britton
- Tabebuia bibracteolata (Griseb.) Britton
- Tabebuia brooksiana Britton
- Tabebuia buchii (Urb.) Britton
- Tabebuia bullata A.H.Gentry
- Tabebuia calcicola Britton
- Tabebuia caleticana A.H.Gentry & D.Albert
- Tabebuia cassinoides (Lam.) DC.
- Tabebuia clementis Alain
- Tabebuia conferta Urb.
- Tabebuia crispiflora Alain
- Tabebuia ×del-riscoi Borhidi
- Tabebuia densifolia Urb.
- Tabebuia dominguensis (Urb.) Britton
- Tabebuia dubia (C.Wright ex Sauvalle) Britton ex Seibert
- Tabebuia elegans Urb.
- Tabebuia elliptica (DC.) Sandwith
- Tabebuia elongata Urb.
- Tabebuia fluviatilis (Aubl.) DC.
- Tabebuia gemmiflora Rizzini & A.Mattos
- Tabebuia glaucescens Urb.
- Tabebuia gracilipes Alain
- Tabebuia haemantha (Bertol. ex Spreng.) DC.
- Tabebuia heterophylla (DC.) Britton — Табебуйя разнолистная
- Tabebuia hypoleuca (C.Wright ex Sauvalle) Urb.
- Tabebuia inaequipes Urb.
- Tabebuia insignis (Miq.) Sandwith
- Tabebuia jackiana Ekman ex Urb.
- Tabebuia karsoana Trejo
- Tabebuia lepidophylla (A.Rich.) Greenm. ex Combs
- Tabebuia lepidota (Kunth) Britton
- Tabebuia leptoneura Urb.
- Tabebuia linearis Alain
- Tabebuia maxonii Urb.
- Tabebuia microphylla (Lam.) Urb.
- Tabebuia moaensis Britton
- Tabebuia multinervis Urb. & Ekman
- Tabebuia myrtifolia (Griseb.) Britton
- Tabebuia nodosa (Griseb.) Griseb.
- Tabebuia obovata Urb.
- Tabebuia obtusifolia (Cham.) Bureau
- Tabebuia ochracea A.H.Gentry
- Tabebuia ophiolithica Alain
- Tabebuia orinocensis (Sandwith) A.H.Gentry
- Tabebuia ovatifolia Vattimo
- Tabebuia pallida (Lindl.) Miers — Табебуйя бледная
- Tabebuia palustris Hemsl.
- Tabebuia paniculata Leonard
- Tabebuia pilosa A.H.Gentry
- Tabebuia pinetorum Britton
- Tabebuia platyantha (Griseb.) Britton
- Tabebuia polyantha Urb. & Ekman
- Tabebuia polymorpha Urb.
- Tabebuia pulverulenta Urb.
- Tabebuia reticulata A.H.Gentry
- Tabebuia revoluta (Urb.) Britton
- Tabebuia ricardii M.Mejía
- Tabebuia rigida Urb.
- Tabebuia rosea (Bertol.) Bertero ex A.DC. — Табебуйя розовая
- Tabebuia roseoalba (Ridl.) Sandwith — Табебуйя белая
- Tabebuia sauvallei Britton
- Tabebuia schumanniana Urb.
- Tabebuia shaferi Britton
- Tabebuia simplicifolia Carabia ex Alain
- Tabebuia stenocalyx Sprague & Stapf
- Tabebuia striata A.H.Gentry
- Tabebuia trachycarpa (Griseb.) K.Schum.
- Tabebuia vinosa A.H.Gentry
- Tabebuia zanonii A.H.Gentry

Вид Tabebuia impetiginosa (Mart. ex DC.) Standl. признан синонимом вида Handroanthus impetiginosus (Mart. ex DC.) Mattos

## Галерея цветовTabebuia

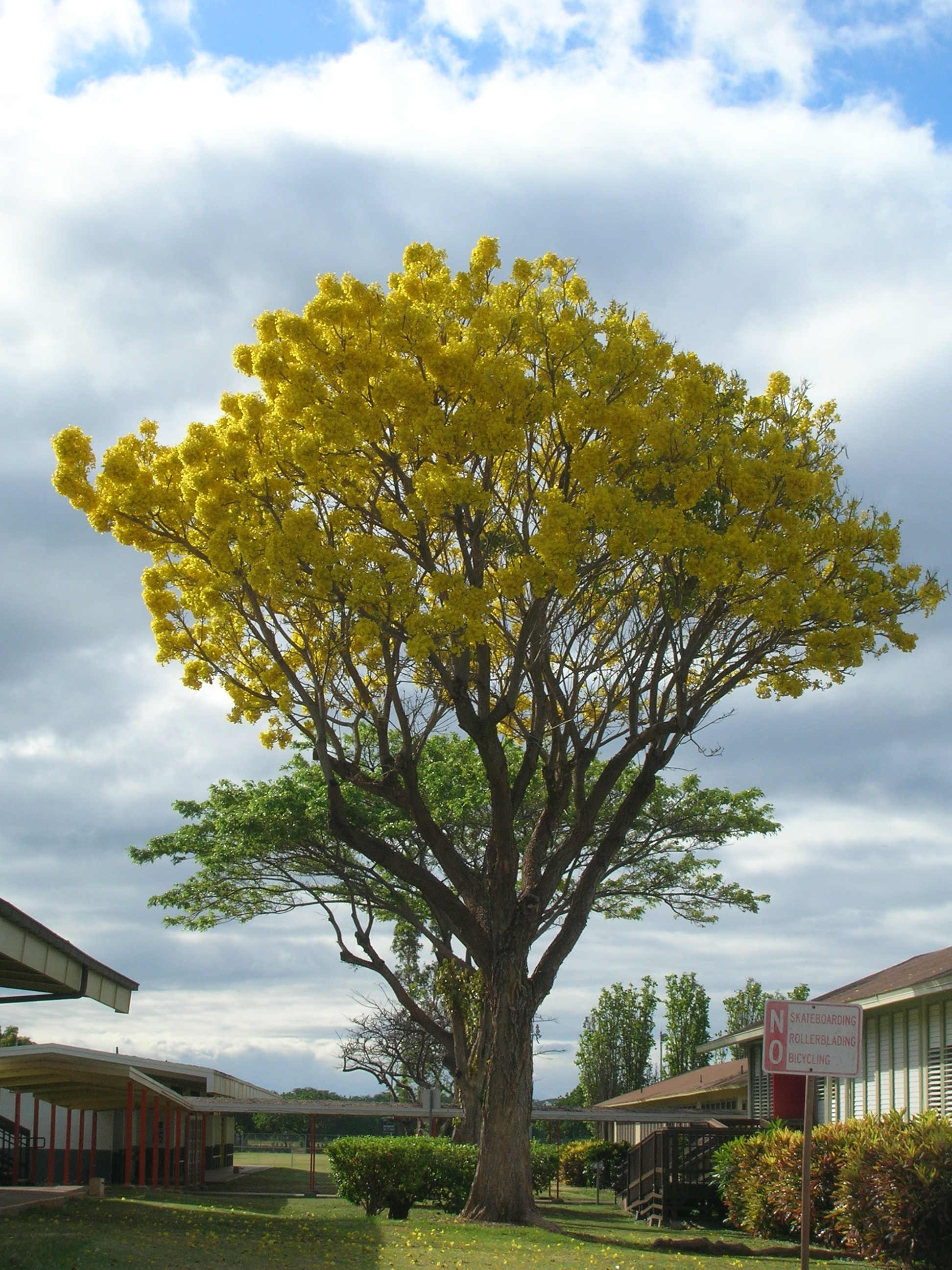
Tabebuia donnell-smithii
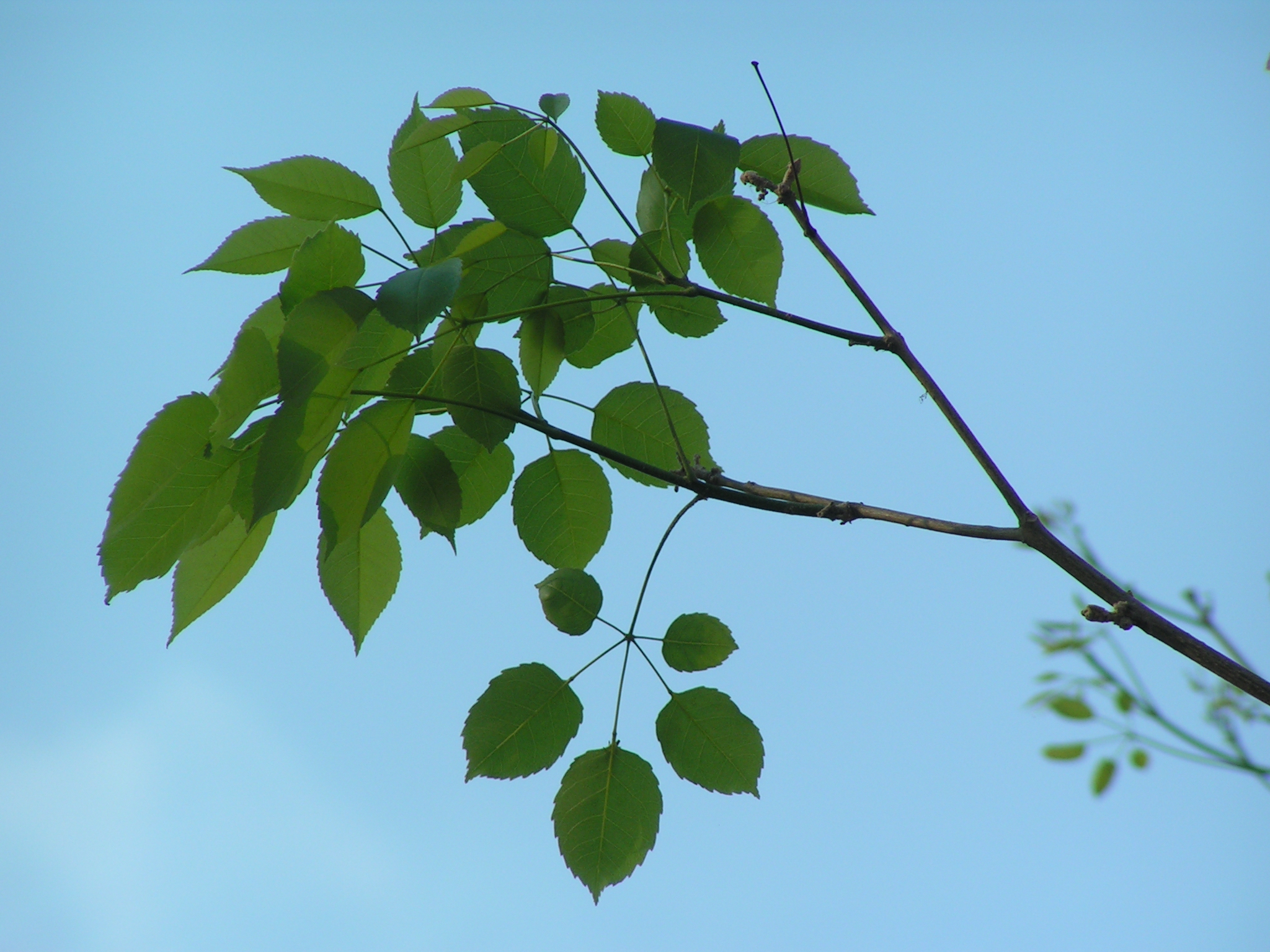
Листья розового ипе́ (Tabebuia impetiginosa)
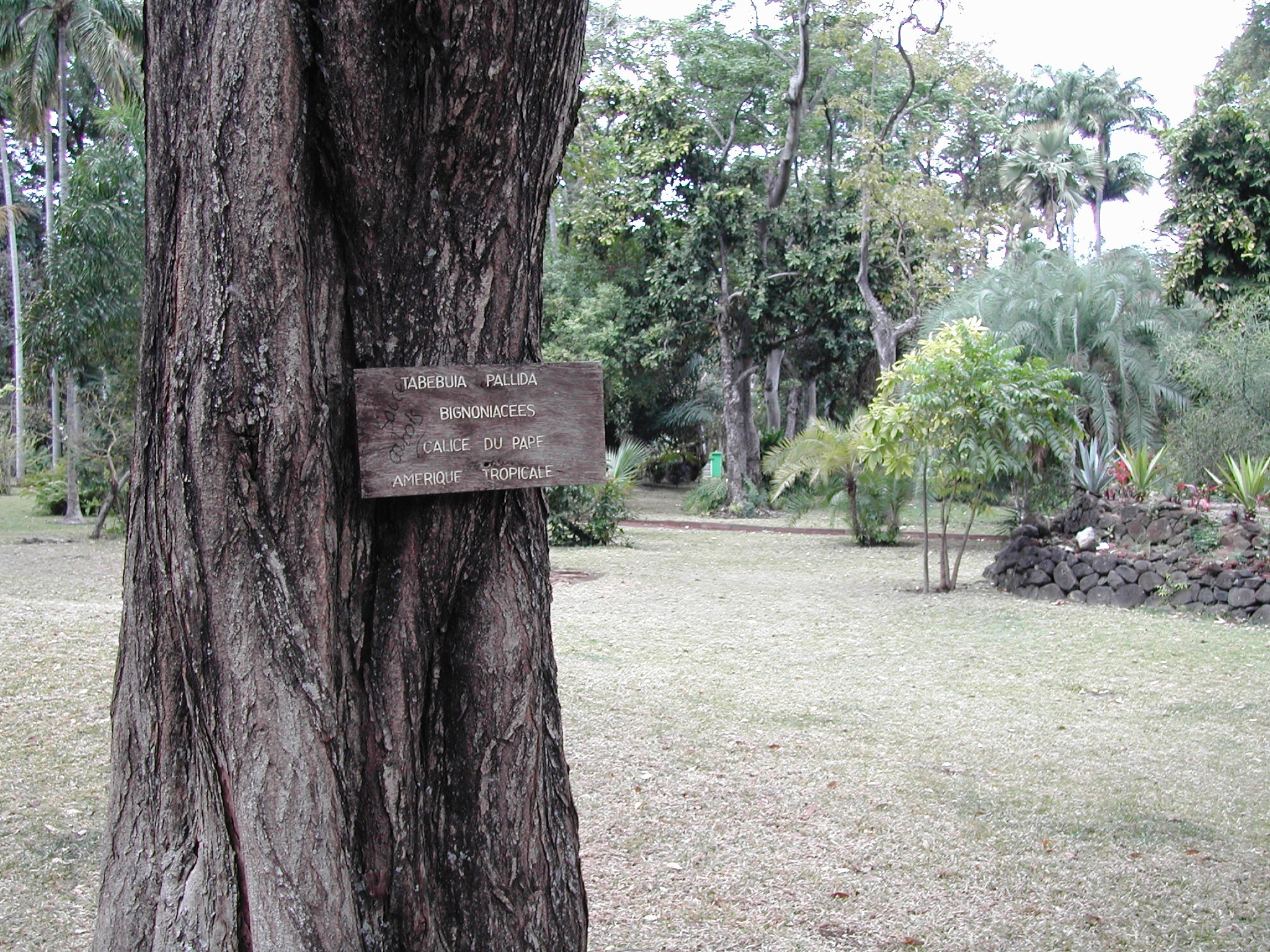
Ствол Tabebuia pallida
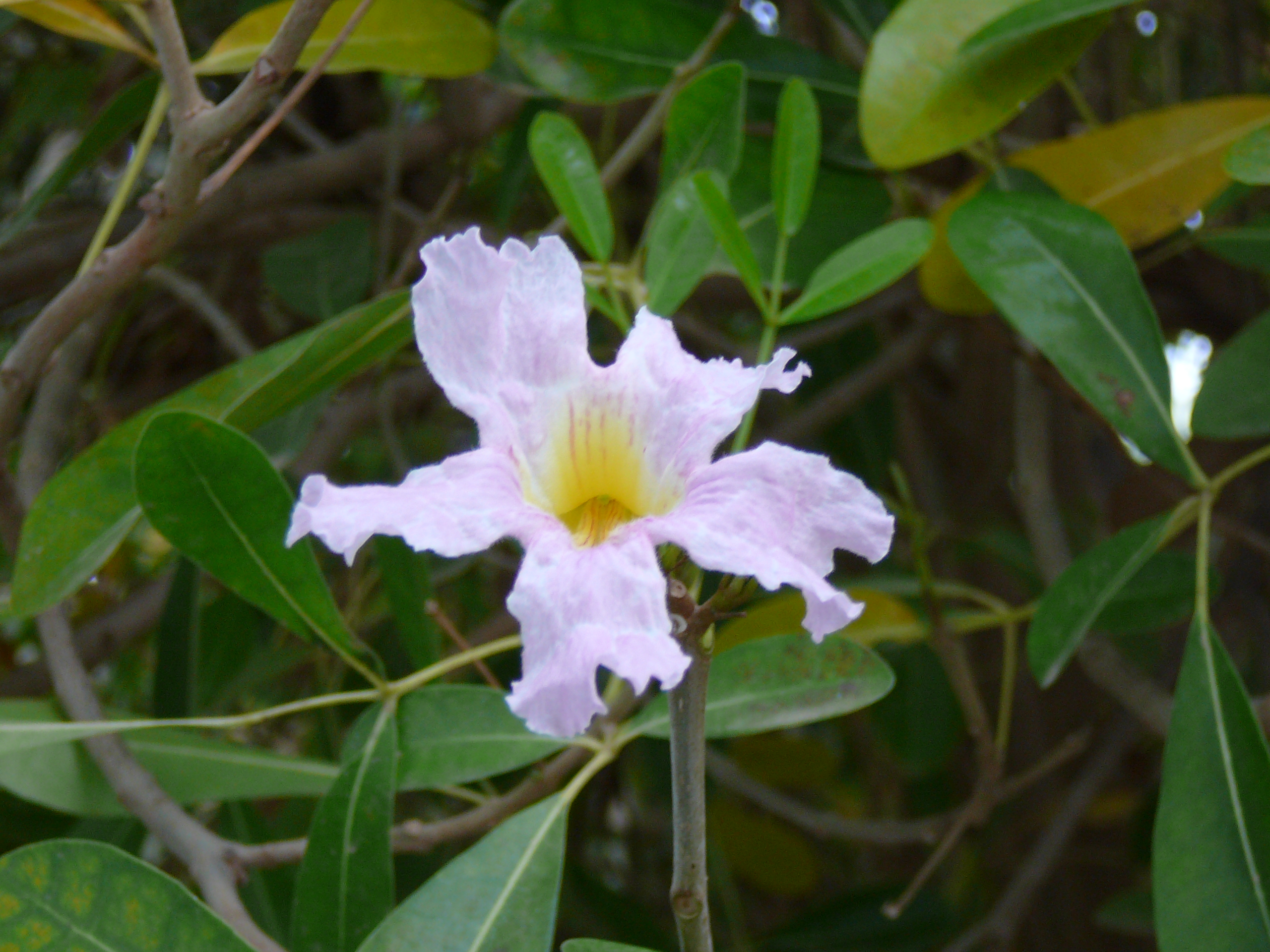
Цветок Tabebuia rosea
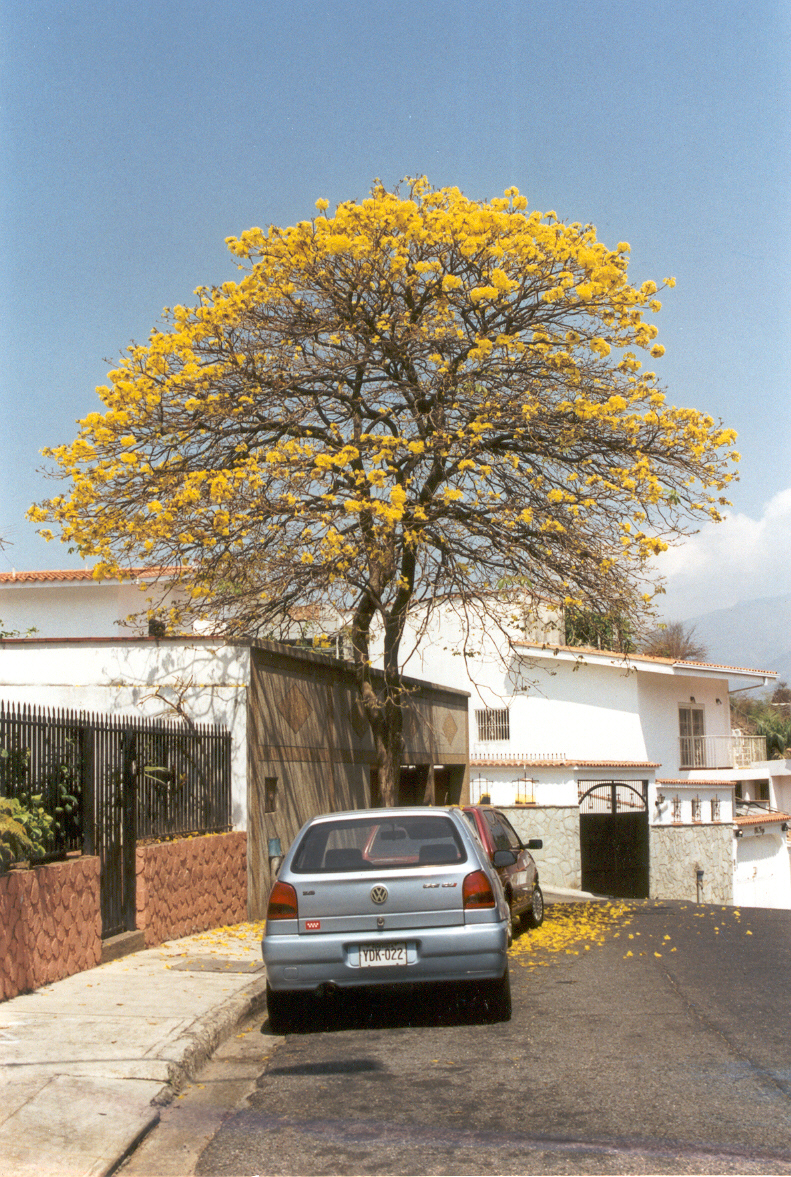
Дерево арагуаней (Tabebuia chrysantha) на улице Каракаса
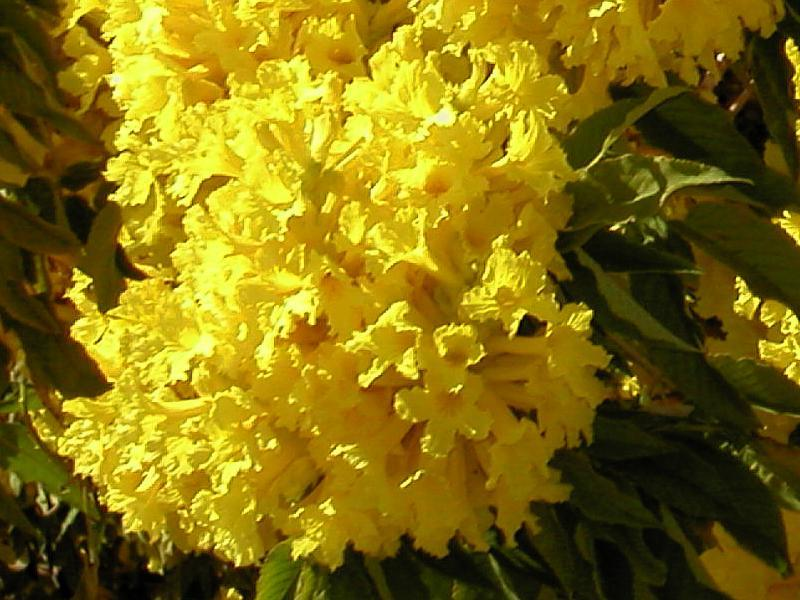
Арагуаней (Tabebuia chrysantha)
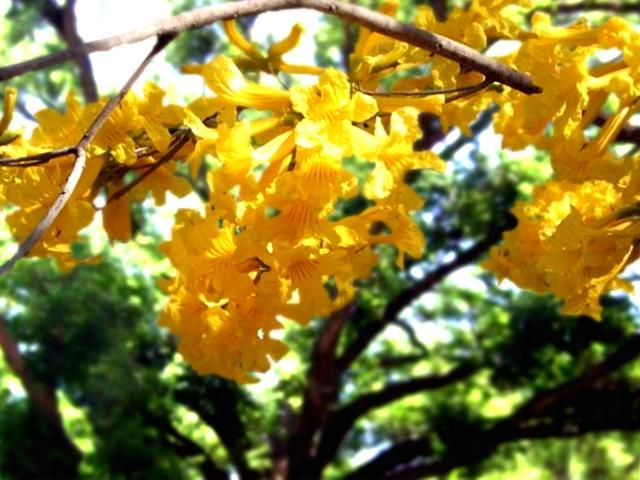
Tabebuia chrysotricha
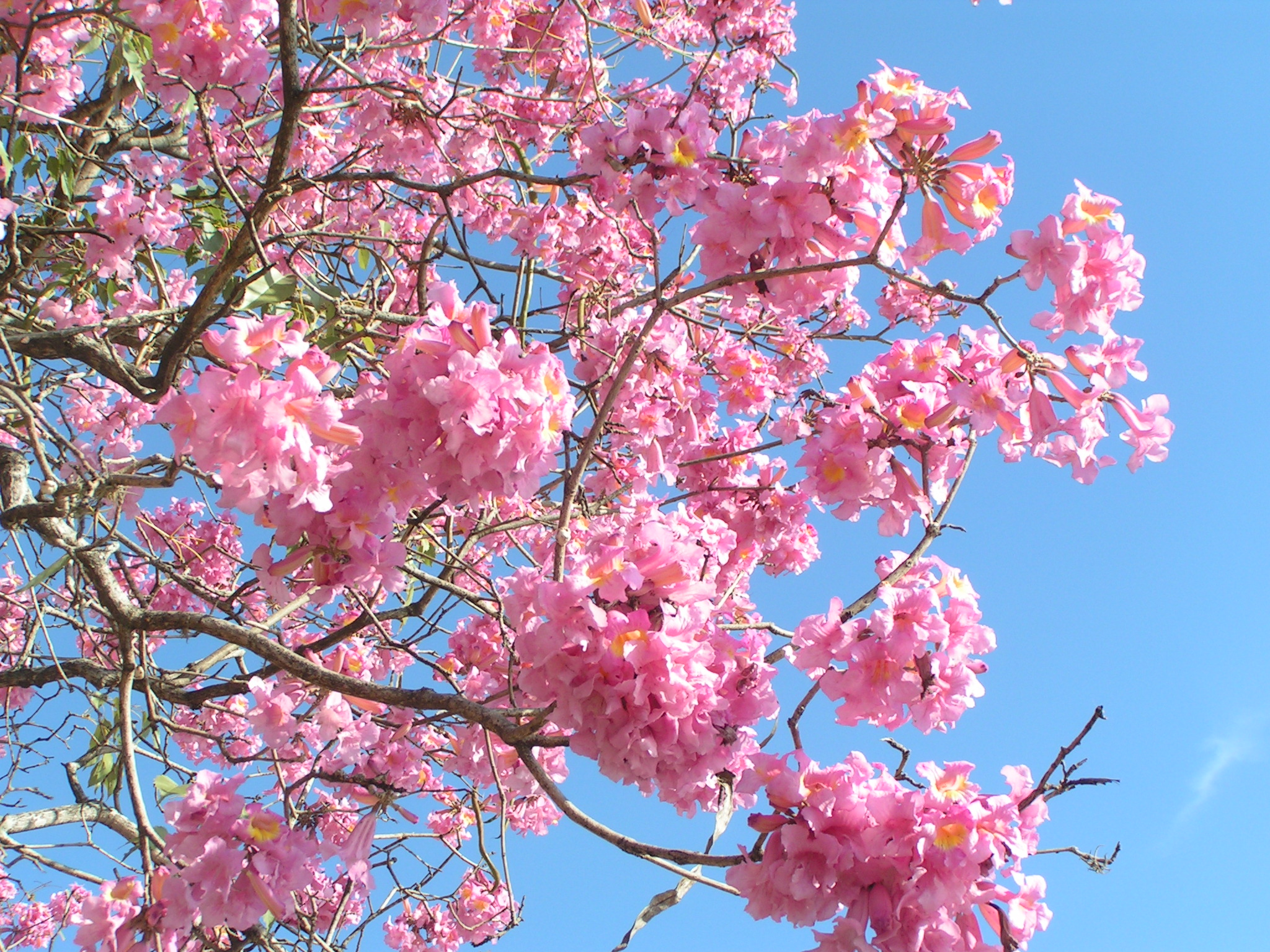
Розовое ипе (Tabebuia impetiginosa)
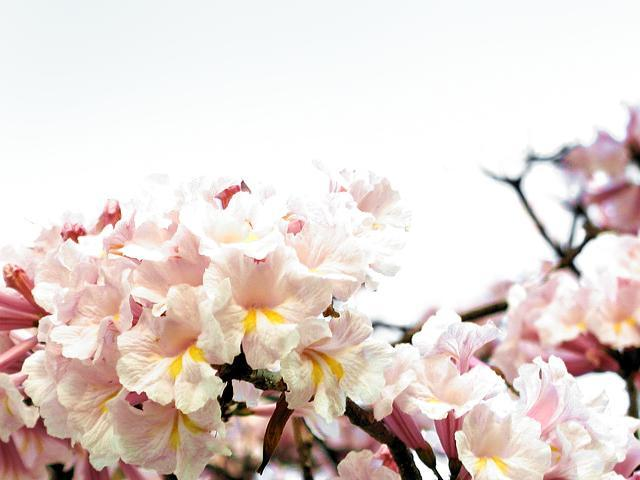
Белое ипе (Tabebuia roseo-alba)